# Francis Beeding
Pour les articles homonymes, voir Beeding, Palmer et Saunders.
Œuvres principales
- La Maison du docteur Edwardes (1927)
- La Mort qui rôde (1931)

Francis Beeding est le pseudonyme du duo formé par John Leslie Palmer (4 septembre 1885 - 5 août 1944) et de Hilary Aidan Saint George Saunders (14 janvier 1898 - 16 décembre 1951), deux auteurs britanniques de romans policiers et de romans d'espionnage.

## Biographie
John Palmer et Hilary Saint George Saunders ont tous deux fréquentés l'Université d'Oxford, mais c'est à la Société des Nations, à Genève, qu'ils se sont rencontrés, Palmer étant le supérieur hiérarchique de Saunders.
Critique dramatique, Palmer a publié, sous le pseudonyme de Christopher Haddon, de nombreux ouvrages sur le théâtre, notamment sur les personnages de l'œuvre de Shakespeare, mais aussi des biographies de comédiens célèbres et de grands écrivains: Ben Jonson, Molière, George Bernard Shaw...
Saunders s'engage dans les Welsh Guards pendant la Première Guerre mondiale. En 1938, à la mort de sa femme, il est brièvement adjoint à la bibliothèque de la Chambre des Communes. Chargé de mission comme officier de liaison entre l'Ambassade de Grande-Bretagne et le Ministère de l'Information en France, il travaille aussi pour le ministère de l'Aviation pendant la Seconde Guerre mondiale et rédige ensuite des pamphlets propagandistes pour le gouvernement britannique. De 1946 à 1950, il est à nouveau bibliothécaire à la Chambre des Communes. Sous les pseudonymes de David Pilgrim et John Somers, il fait paraître, parfois seul, parfois en collaboration avec John Palmer, des romans non policiers. Il a aussi écrit une biographie de Robert Baden-Powell. En 1951, peu avant son décès, il signe le premier et seul roman policier (The Sleeping Bacchus) paru sous son propre nom.
Sous le pseudonyme commun de Francis Beeding, Palmer et Saunders ont publié à partir du milieu des années 1920 une trentaine de romans policiers. Près d'une quinzaine d'entre eux ont pour héros le colonel Alistair Granby du British Intelligence Service et se déroulent souvent en France. Les autres textes, d'apparence classique, mêlent habilement la détection, le suspense, l'espionnage et le thriller. Parmi ces derniers, certaines ont été portées à l'écran, notamment La Maison du docteur Edwardes par Alfred Hitchcock sous le titre Spellbound.
Après la mort de Palmer, Saunders achève le dernier roman paru sous le pseudonyme de Francis Beeding.

## Œuvre

### Romans

#### SérieColonel Alistair Granby
- The Six Proud Walkers (1928)
- The Five Flamboys (1929)
- Pretty Sinister (1929)
- The Four Armourers (1930)
- The League of Discontent (1930)
- Take it Crooked (1932)
- The Two Undertakers (1933) Publié en français sous le titre Les Deux Missionnaires du crime, Paris, Éditions de France, coll. « À ne pas lire la nuit » no 95, 1936
- The One Sane Man (1934)
- The Eight Crooked Trenches ou Coffin for One (1936)
- The Nine Waxed Faces (1936)
- Hell Let Loose (1937)
- The Black Arrows (1938)
- The Ten Holy Horrors (1939)
- Not a Bad Show ou The Secret Weapon (1940)
- Eleven Were Brave (1940)
- The Twelve Disguises (1942)
- There are Thirteen (1946)

#### SérieInspecteur George Martin
- The Norwich Victims (1935) Publié en français sous le titre Le Numéro gagnant, Paris, Librairie des Champs-Élysées, coll. « Le Masque » no 238, 1937 ; réimpression, 1984  (ISBN 2-7024-1519-9)
- No Fury (1939) Publié en français sous le titre Mystification, Paris, Librairie des Champs-Élysées, coll. « Le Masque » no 288, 1939
- He Could not have Slipped (1939)

#### Autres romans
- The Seven Sleepers (1925)
- The Little White Hag (1926)
- The Hidden Kingdom (1927)
- The House of Doctor Edwardes (1927) Publié en français sous le titre La Maison du docteur Edwardes, Paris, Albin Michel, coll. « Le Limier » no 9, 1948 ; réédition, Paris, Rivages, coll. « Rivages/Mystère » no 9, 1994  (ISBN 2-86930-729-2)
- The Three Fishers (1931)
- Murder in Eastrepps (1931) Publié en français sous le titre La Mort qui rôde, Paris, Nouvelle Revue Critique, coll. « L'Empreinte » no 70, 1935 ; réédition, Paris, La Maîtrise du livre, coll. « L'Empreinte-Police » no 7, 1947 ; réédition, Paris, Rivages, coll. « Rivages/Mystère » no 12, 1994  (ISBN 2-86930-827-2)
- Murder Intended (1932) Publié en français sous le titre Un dîner d'anniversaire, Paris, Nouvelle Revue Critique, coll. « L'Empreinte » no 28, 1933 ; réédition, Paris, Rivages, coll. « Rivages/Mystère » no 18, 1995  (ISBN 2-7436-0003-9)
- The Emerald Clasp (1933)
- Mr Bobadil ou The Street of the Serpents (1934)
- Death in Four Letters (1935)
- The Erring Under-Secretary (1937)
- The Big Fish ou Heads Off at Midnight (1938)

### Nouvelles
- The Poodle of the Princess Alberoni (1933)
- Death by Judicial Hanging (1933) Publié en français sous le titre Mort sur décision du tribunal, dans Histoires à ne pas fermer l'œil de la nuit, Paris, Pocket no 1817, 1980 ; réédition, Paris, Hachette, coll. « Bibliothèque verte » no 400, 1996
- The Woman He had to Kill (1934)
- Condemned! (1935) Publié en français sous le titre Le Dernier Matin, Paris, Opta, Mystère Magazine no 34, juillet 1955
- Reprieve (1940)

## Adaptation
- La Maison du docteur Edwardes (Spellbound), adaptation du roman The House of Doctor Edwardes réalisée par Alfred Hitchcock

## Sources
- Jacques Baudou et Jean-Jacques Schleret, Le Vrai Visage du Masque, vol. 1, Paris, Futuropolis, 1984, 476 p. (OCLC 311506692), p. 54-56.
- Claude Mesplède (dir.), Dictionnaire des littératures policières, vol. 1 : A - I, Nantes, Joseph K, coll. « Temps noir », 2007, 1054 p. (ISBN 978-2-910-68644-4, OCLC 315873251), p. 186-188.